# Pedicularis chamissonis
Pedicularis chamissonis är en snyltrotsväxtart som beskrevs av John Stevenson. Pedicularis chamissonis ingår i släktet spiror, och familjen snyltrotsväxter.

## Underarter
Arten delas in i följande underarter:
- P. c. alba
- P. c. leucantha
- P. c. japonica
- P. c. longirostrata
- P. c. rebunensis

## Bildgalleri

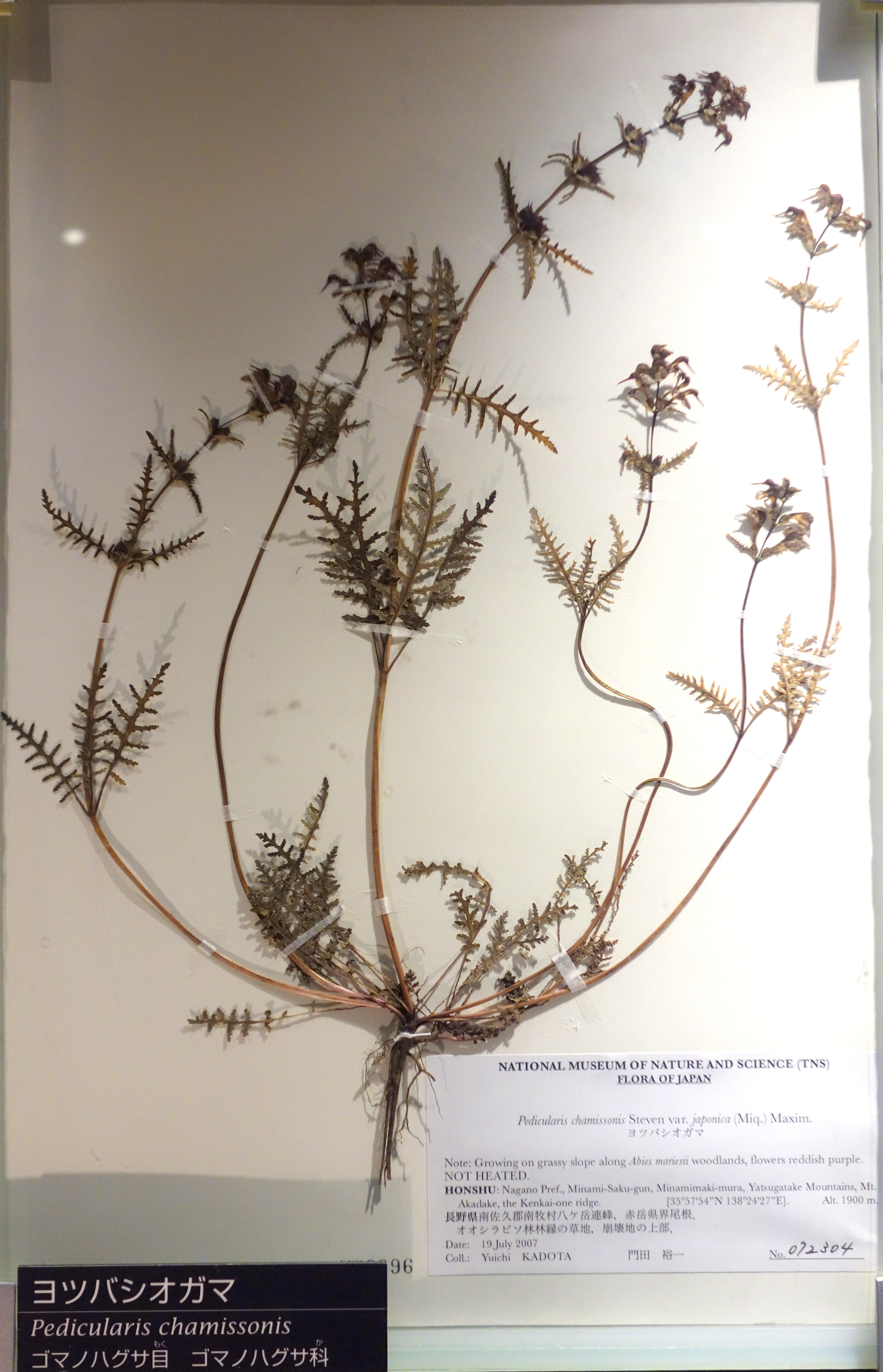
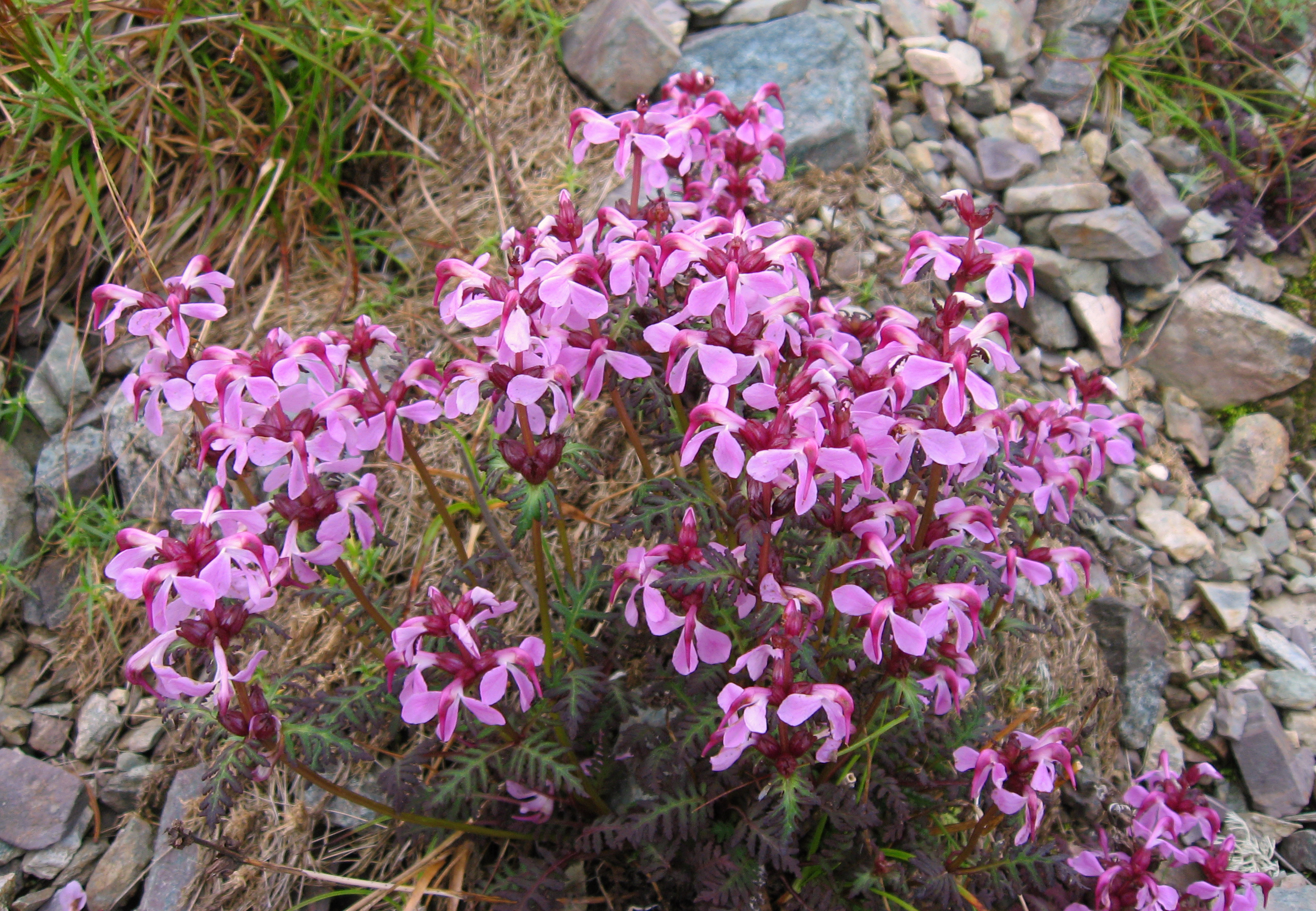
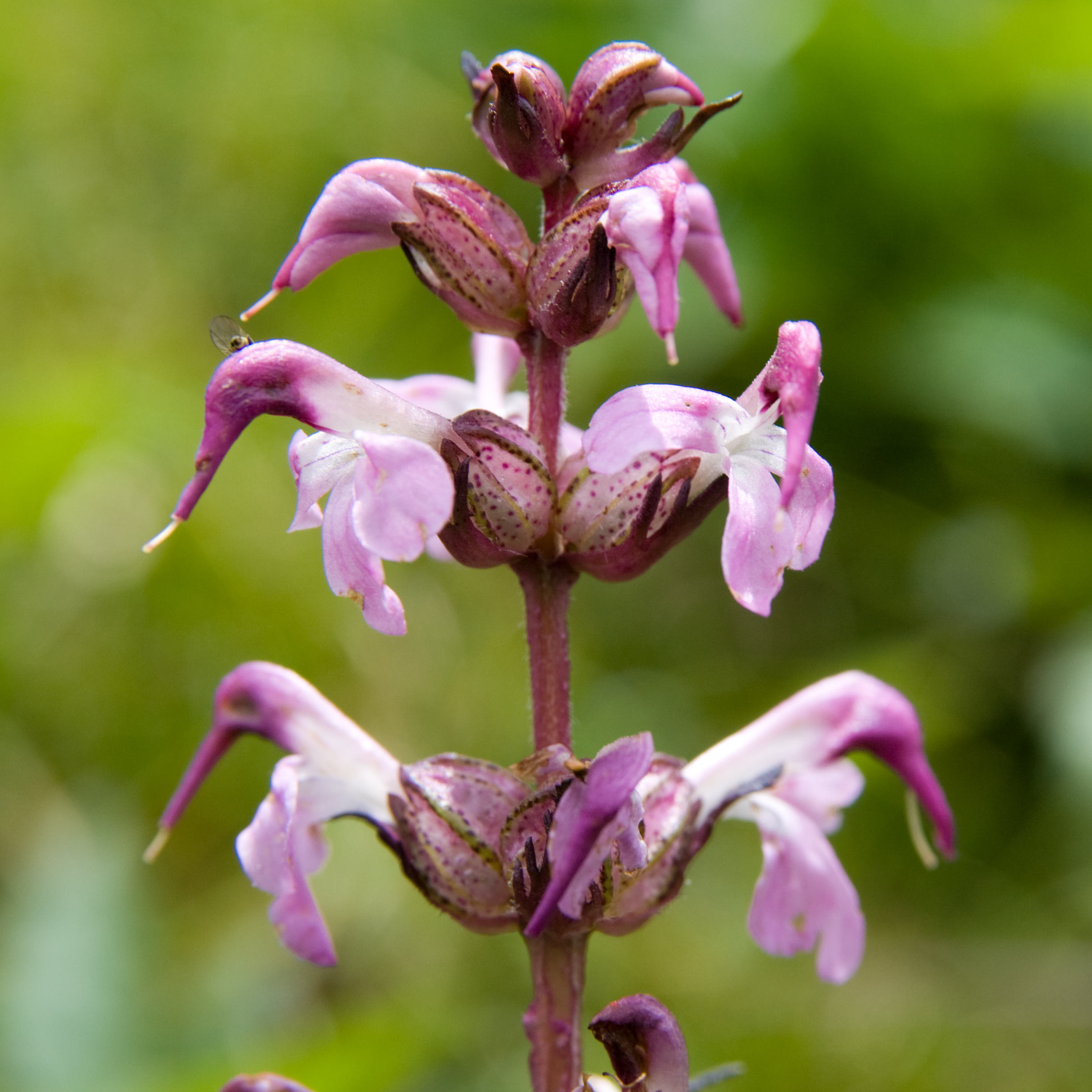
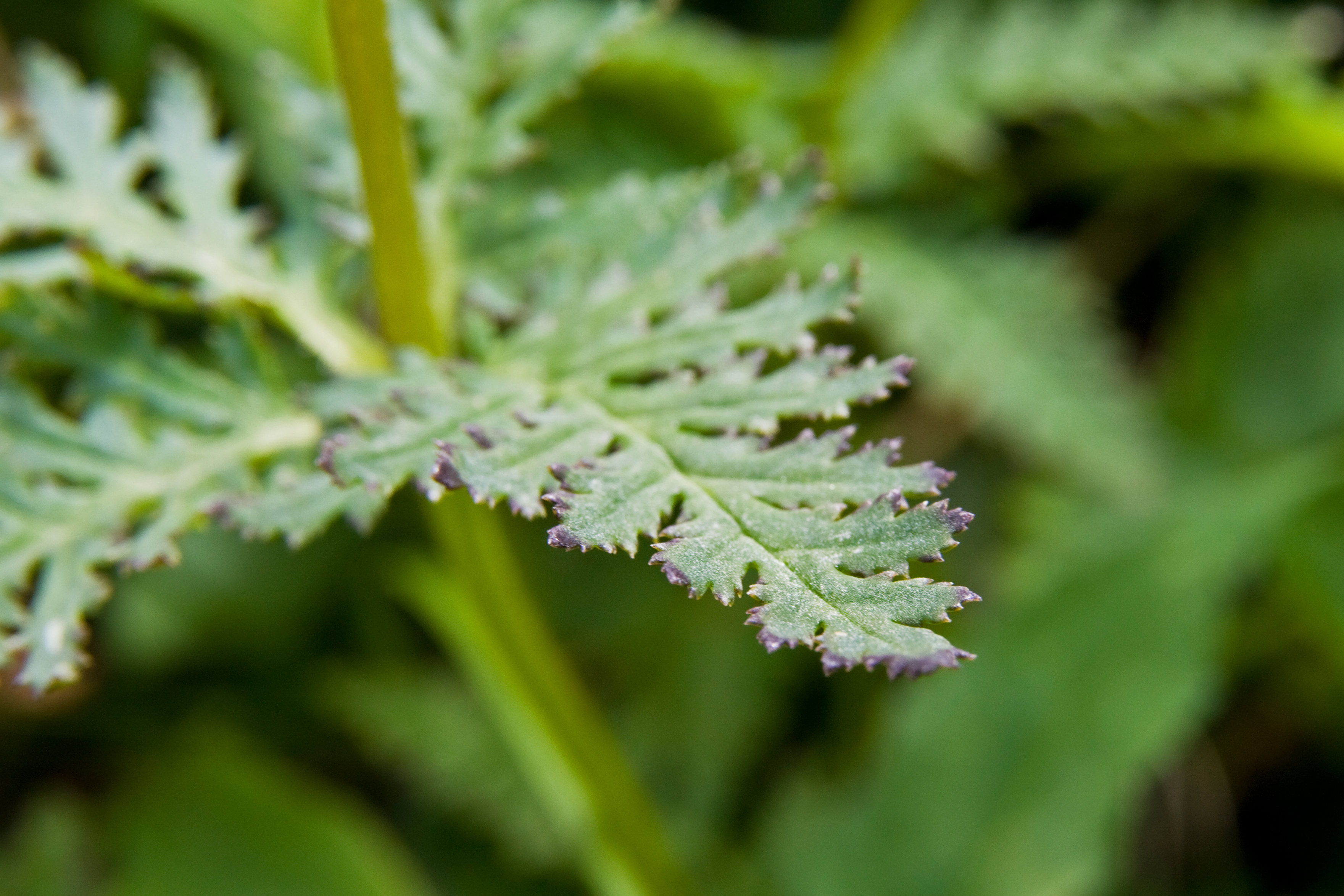
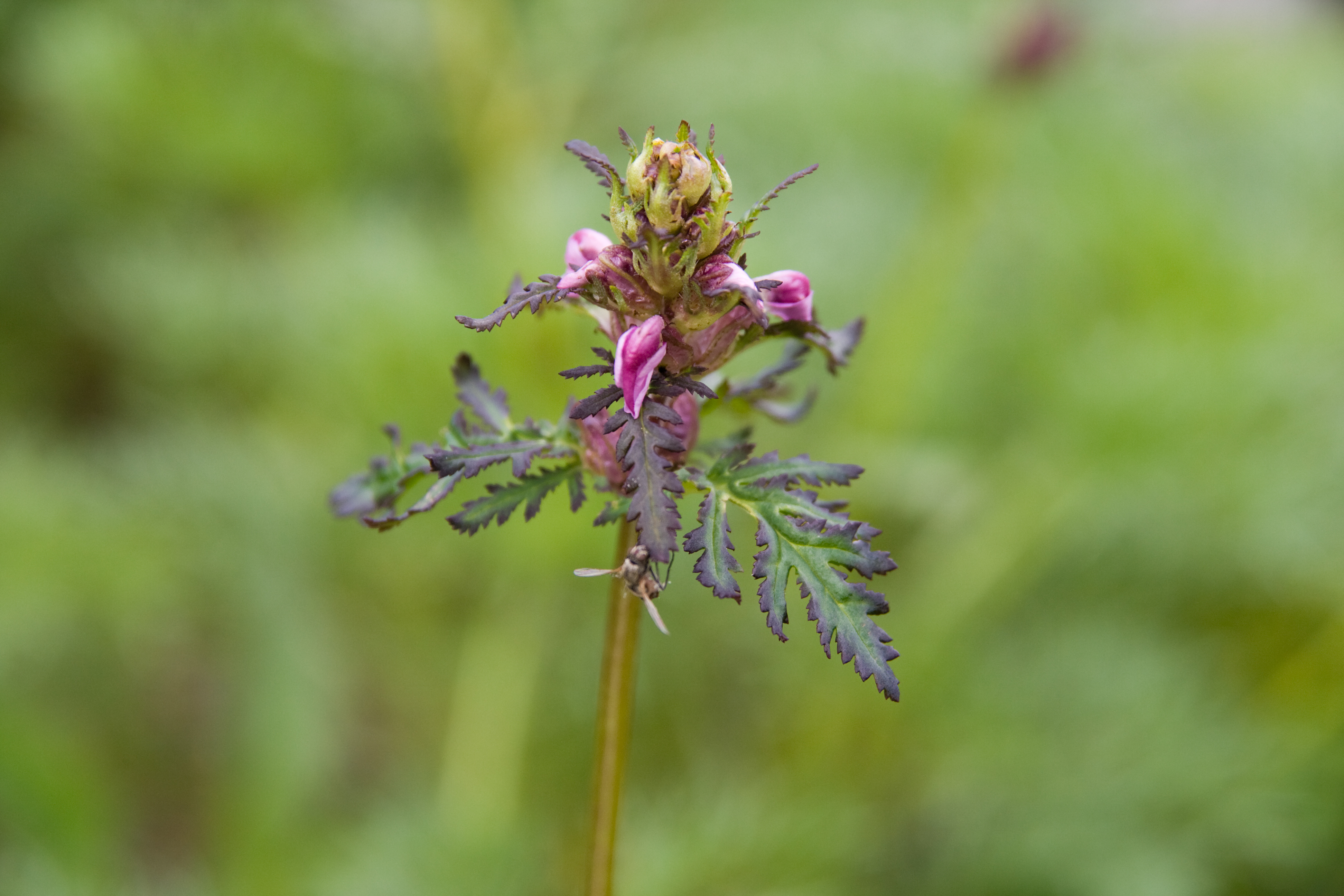
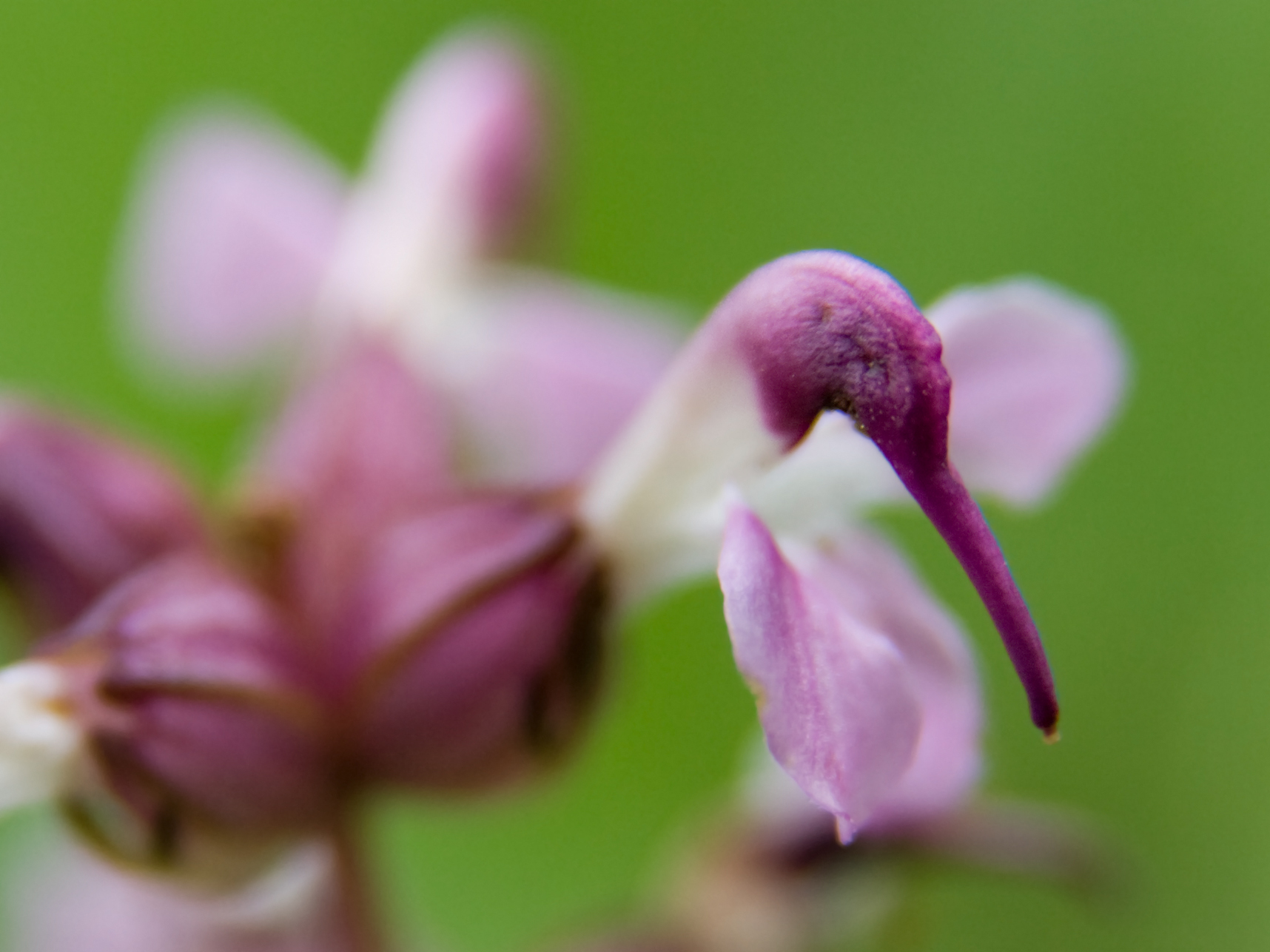